# 반경식비행선

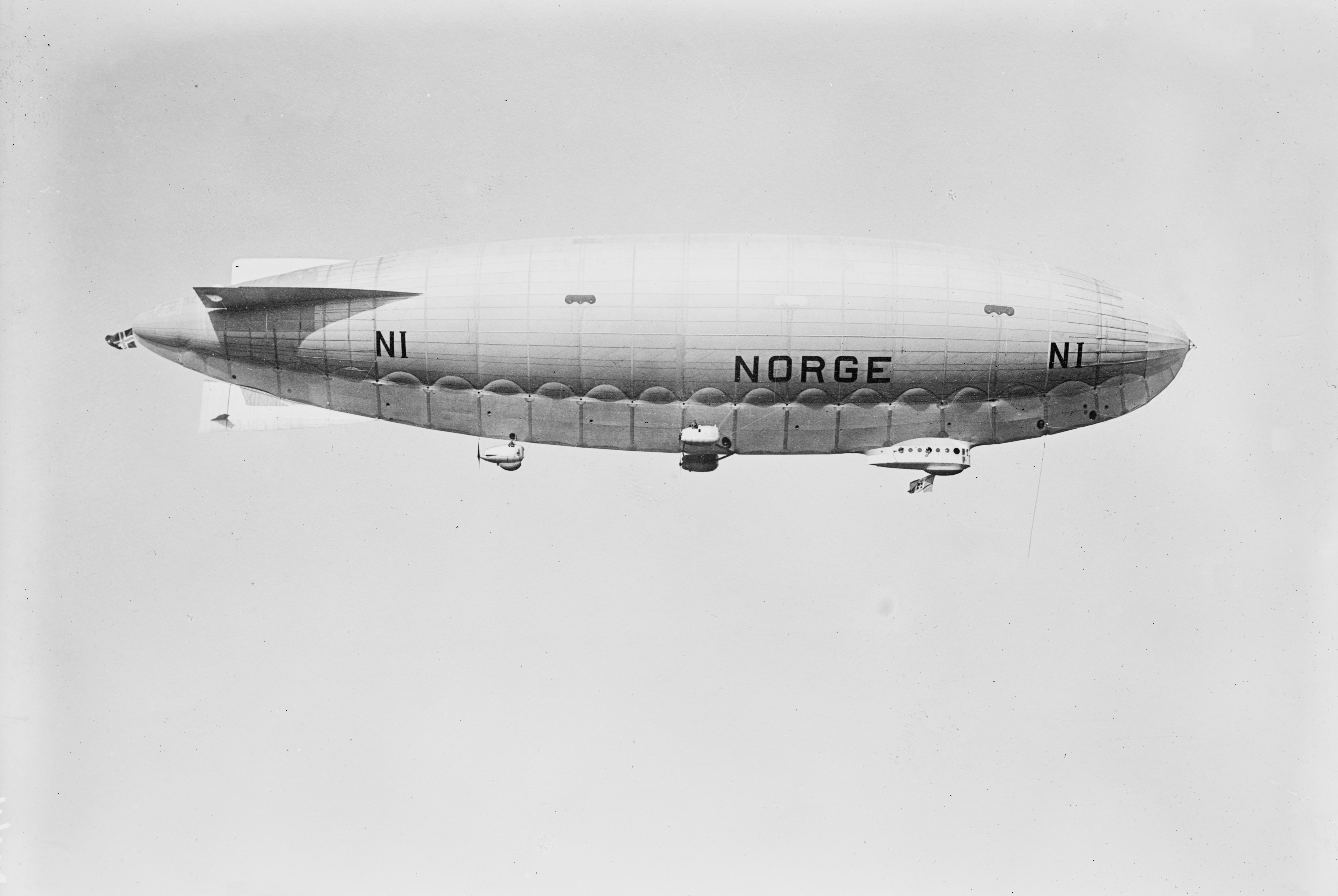
1926년 촬영된 반경식비행선 노르게호. 이탈리아 탐험가 움베르토 노빌레와 노르웨이 탐험가 로알 아문센이 이 비행선을 타고 북극점을 횡단했다.

반경식비행선(semi-rigid airship)은 비행선의 일종이다. 하나의 기낭으로 이루어져 있고 그 기낭 내부 또는 외부에 용골을 설치해서 견고함을 보강한다. 경식비행선과 연식비행선의 중간형태라고 할 수 있지만, 단일 기낭으로 이루어져 있고 그 형태가 기낭 내부에 채워진 부양기체의 내부압으로 유지된다는 점에서 원리상 연식비행선에 더 가깝다. 1930년대 이후 경식비행선이 퇴조하면서 반경식비행선 역시 퇴조했다.

## 같이 보기
- 경식비행선